# عقدية لعابية
العقدية اللعابية نوع من بكتيريا حمض اللبن اللاهوائية المُخيَّرة إيجابية الغرام العصوية.